# Hitra cesta H1
Hitra cesta H1 je bila sestavljena iz dveh odsekov: kot hitra cesta na Gorenjskem od Črnivca do Podtabora in Naklega in kot običajna dvopasovnica, sicer z izvennivojskimi križanji z drugimi komunikacijami, med Škofljico in Obrežjem in je imel status cesta, rezervirana za motorna vozila. Dolenjski krak se je imenoval tudi "avtocesta bratstva in enotnosti" in je potekala po celotni Jugoslaviji do Gevgelije in grške meje. Ta cesta se je postopoma dograjevala v avtocesto ali bila zaradi vzporednega poteka prekategorizirana ter je prenehala obstajati z dograditvijo zadnjega odseka avtoceste A2 mimo Trebnjega leta 2010. Na nekaterih delih je bila tudi popolnoma opuščena in hortikulturno urejena.